# Nabopolasar
Nabopolasar (akkadsky Nabû-apal-usur – Nabu ochraňuj následníka) byl prvním králem novobabylonské říše, vládl v letech 626 př. n. l. – 605 př. n. l..

## Cesta k moci
Dostal se k moci v průběhu povstání proti novoasyrské nadvládě roku 626 př. n. l. (Asyřané ovládali Babylón v té době již téměř 200 let). Po smrti posledního významného asyrského panovníka Aššurbanipala v roce 627 př. n. l. se Novoasyrská říše totiž začala rychle rozkládat, což výrazně dopomohlo Nabopolasarovi k jeho cestě za ovládnutím celé oblasti.

## Výboje
Oslabení Asyřané pod vedením krále Sín-šarra-iškúna nedokázali odolat spojenectví Babylonie a Médské říše, kteří společně dobyli asyrské hlavní město Ninive roku 612 př. n. l. Médský král Kyaxarés uzavřel s Nabopolasarem smlouvu o přátelství a dal svou dceru Nabopolasarovu synovi Nebukadnesarovi. Ninive odolávalo 3 měsíce (do srpna 612 př. n. l.) Asyrský král Sín-šarra-iškun zřejmě padl a část asyrského vojska se stáhla do Charránu v severní Sýrii. Poslední novoasyrský král Aššur-uballit II. ztratil ale i Charrán, když roku 609 př. n. l. přitáhlo spojené vojsko Babylonie a Médie. Asyrský král prchl a Charrán byl dobyt, vypleněn a obsazen babylónskou vojenskou posádkou. O několik měsíců později půjčil egyptský faraon Neko II. Aššur-uballitu II. několik pomocných oddílů, se kterými poslední novoasyrský král vyrazil k Charránu. Útok však byl neúspěšný, čímž provždy Asýrie zanikla. Neko II. se babylónských výbojů, při kterých se rychle a úspěšně zaučoval Nabopolasarův syn a nástupce Nebukadnesar II., bál. Cítil, že by mu jednou mohly výrazně uškodit. K tomu nakonec došlo roku 605 př. n. l., kdy babylónská vojska dobyla strategicky významné město Karchemiš, kde se nalézala početná egyptská posádka a poslední zbytky asyrské armády. Korunní princ Nebukadnesar, který babylonské vojsko vedl, město dobyl a prchající egyptské vojáky dohnal a pobil. Nabopolasar mezitím zemřel a Nebukadnesar se rychle vrátil do Babylónu, kde byl 7. září 605 př. n. l. uznán za krále a korunován.